# Stražice
Stražice (cyr. Стражице) – wieś w Bośni i Hercegowinie, w Republice Serbskiej, w gminie Ribnik. W 2013 roku liczyła 126 mieszkańców.